# SHINee
Shinee (샤이니 Syaini, gestileerd als SHINee, uitgesproken als Shiny) is een Zuid-Koreaanse boyband. De groep werd in 2008 gevormd door S.M. Entertainment en maakte zijn debuut op 25 mei 2008 bij SBS Inkigayo met de promotiesingle "Replay" (누난 너무 예뻐, Noonan Neomu Yeppeo - Noona You're So Pretty). De originele line-up bestond uit Jonghyun, Onew, Key, Minho en Taemin. Op 18 december 2017 is Jonghyun overleden.

## Carrière

### 2008: Debuut en The SHINee World
Op 25 mei 2008 bracht SM Entertainment hun eerste minialbum Replay uit. Het minialbum kwam binnen op nummer 10 in de Koreaanse hitlijst en piekte op nummer 8, nadat er in de eerste helft van 2008 17.957 exemplaren waren verkocht.
Op 7 juni 2008 nam SHINee deel aan de Dream Concert in het Olympisch Stadion van Seoul samen met andere Zuid-Koreaanse zangers en groepen. Op de Cyworld Digital Music Awards van 22 juni 2008 won de groep de eerste prijs “Rookie van de maand”. Op 18 augustus 2008 nam SHINee deel aan de SMTown Live ’08, die werd gehouden in het Olympisch Stadion van Seoul. Op 23 augustus 2008 woonde de groep de MNet’s 20’s Choice Awards 2008 bij, waar ze de “Hot New Star” wonnen.
Op 28 augustus 2008 bracht SHINee het eerste album uit, The SHINee World. Het album kwam binnen op nummer 3 in de hitlijst nadat er 30.000 exemplaren van waren verkocht.
De eerste single van het album was "Sanso Gateun Neo (Love Like Oxygen)", een cover van "Show the World" van Martin Hoberg Hedegaard, oorspronkelijk geschreven door het Deense songwriting- en productieteam van Thomas Troelsen, Remee en Lucas Secon. Op 18 september 2008 was SHINee's "Love Like Oxygen" het nummer 1-liedje op M! Countdown. Een paar dagen later ontving SHINee de "Mutizen"-prijs voor dezelfde single op Popular Songs van SBS.
SHINee nam deel aan de 5e Aziatische songfestival, waar ze werden bekroond met de prijs voor beste nieuwe artiest, samen met de Japanse meidengroep Berryz Kobo. De groep nam ook deel aan de Style Icon Awards op 30 oktober 2008, waar ze de "Best Style Icon Award" wonnen. Op dezelfde dag werd het album Amigo uitgebracht, met daarop drie nieuwe nummers: "Forever or Never", een remix van "Sa Gye Han (Love Should Go On)" en de promotiesingle "Amigo".

### 2009: Romeo, Stijging van de Populariteit en Year of Us
Begin februari 2009 won SHINee de prijs voor beste nieuwkomer, samen met Davichi en Mighty Mouth op de 18e Seoul Music Awards. SM Entertainment had later aangekondigd dat SHINee hun comeback zou maken met hun tweede minialbum “Romeo” op 21 mei 2009. Op 18 mei werd de eerste single "Juliette" uitgebracht, een instrumentale remake van Corbin Bleu "Deal with It". Later werd aangekondigd dat hun comeback zou worden vertraagd als gevolg van Onews beschadigde tanden en het uitbrengen van het minialbum werd verplaatst naar 25 mei 2009. SHINee maakte uiteindelijk hun terugkeer op 5 juni 2009, op de KBS’s “Music Bank”, waar ze de eerste plaats ontvingen.
Op 19 oktober 2009, vijf maanden na de verschijning van “Romeo”, bracht de groep hun derde minialbum “2009, Year Of Us” uit. SM Entertainment verklaard dat dit de groep’s zang presenteerde en hun eigen unieke kwaliteiten zou demonstreren. De single, "Ring Ding Dong" werd als download uitgebracht op 14 oktober, de groep hadden hun comeback op 16 oktober op KBS's “Music Bank”. In het begin van december 2009 tijdens de 24e “Golden Disk Awards” won SHINee de "Populariteit" prijs samen met collega groep Super Junior. In februari 2010 won de groep de belangrijkste "BonSang" prijs op de 19e “Seoul Music Awards”. In december was SHINee ook begonnen met de promotie van hun lied 'Jo Jo' door middel van live optredens op lokale muziekprogramma’s.

### 2010: Lucifer en de Eerste Aziatische Tour
SM Entertainment onthulde individuele foto’s van iedere lid voor het nieuwe album te beginnen met Minho op 8 juli 2010 en eindigend met Key op 12 juli 2010. De teaser voor de muziek video van hun single werd uitgebracht op 14 juli 2010, op het officiële YouTube kanaal van SM Entertainment. De groep werd oorspronkelijk gepland om hun comeback te houden op de KBS’s “Music Bank”, maar als gevolg van Minho’s geblesseerde enkel werd de comeback uitgesteld tot 23 juli 2010.
De tweede studioalbum “Lucifer” werd vrijgegeven op 19 juli 2010 in Zuid-Korea. Binnen enkele uren verwierf het album een plaats op verschillende muzieklijsten in Zuid-Korea. De groep maakte hun comeback op 23 juli 2010 bij KBS’s "Music Bank". Op 1 oktober 2010 werd de studioalbum opnieuw uitgebracht als een verpakte versie getiteld “Hello”.
Te midden van hun promotionele activiteiten voor het tweede studioalbum, nam de groep ook deel aan de “SMTown Live-'10 World Tour” samen met hun andere groepen van SM Entertainment. Op 21 augustus 2010 traden ze op in een concert in de Seoul Olympisch Stadion. Op 4 september 2010 traden ze ook op in een concert in het Staples Center in Los Angeles. Later op 11 september 2010, nam SHINee ook deel aan een concert in Hongkong Stadium in Shanghai.
Op 26 december 2010 begon SHINee hun “SHINee World Tour”, met hun eerste concert in Yoyogi National Gymnasium in Tokio. Het evenement werd bijgewoond door een totaal publiek van ongeveer 24.000 deelnemers. De groep kondigde ook aan dat ze hun eerste Japanse taal album zouden vrijgeven in 2011 onder EMI Music Japan.

### 2011: Japans Debuut en het eerste Japanse album The First
Op 1 januari 2011 hield SHINee een concert in Olympic Park Stadium in Seoul als deel van hun tournee “SHINee World”. Op 25 en 26 januari 2011 nam de groep opnieuw deel aan de “SMTown Live-'10 World Tour” in Japan samen met andere groepen. En verder namen ze deel aan twee concerten in het Yoyogi National Gymnasium in Tokyo. Op 27 mei 2011 verscheen de Japanse versie van "Replay" samen met de muziek video via hun officiële YouTube kanaal. De single verkocht in Japan meer dan 91.000 exemplaren in de eerste week. Het was gecertificeerde 'Gold' door RIAJ voor het verkopen van meer dan 100.000 exemplaren in juni 2011.
Op 10 en 11 juni 2011 nam SHINee deel aan de “SMTown Live-'10 World Tour” in Frankrijk samen andere SM artiesten en traden op twee concerten in Parijs bij Zenith de Paris. Op 19 juni 2011 hield SHINee hun Japanse debuut in Londen bij de Abbey Road Studios. Op 16 juli 2011 was er een SHINee een concert in Taipei Arena in Taipei als deel van hun “SHINee World Tour” in Taiwan. Op 22 juli 2011 begon SHINee hun “Japan Debuut Premium Reception Tour”.
Op 28 augustus 2011 werd de Japanse versie van “Juliette” uitgebracht in Japan. Op 2, 3 en 4 september 2011 namen ze deel aan de tweede “SMTown Live-'10 World Tour” in Japan. 15 september 2011 de Japanse versie van “Lucifer” op de officiële YouTube kanaal van EMI Music Japan uitgebracht. Het werd aangekondigd op de website van Oricon dat SHINee de eerste buitenlandse artiest was die in de 44 jaar lange geschiedenis van Oricon ooit drie verschillende singles uitgebracht in Japan en alle drie in de top kwamen op hun wekelijkse muzieklijsten.
Op 17 oktober 2011 werd aangekondigd dat SHINee hun eerste Japanse studioalbum “The First” zouden vrijgeven op 23 november. Uiteindelijk werd dat 7 december. Het album zou nieuwe liedjes bevatten samen met de voorheen Japanse versies van hun liedjes.
Op 23 oktober 2011 hadden ze deelgenomen aan het laatste concert van “SMTown Live-'11 World Tour” samen met andere SM artiesten in Madison Square Garden in New York. Op 27 oktober 2011 trad de groep ook op in Nippon Gaishi Hall in Nagoya, als onderdeel van hun “SHINee World Tour” in Japan. Later werd de groep uitgenodigd voor de opening bij de zesde “Korean Film Festival” in Londen, te vinden Odeon West End Theater op 3 november 2011. Zij hebben ook opgetreden op hun “SHINee in Londen” concert, de kaartjes waren uitverkocht binnen een minuut nadat ze te koop waren om 1:00 uur op 27 oktober 2011. Dit was ook de eerste keer dat een Koreaanse artiest een onafhankelijk concert in Londen hield.
SHINee zal meedoen aan de "2011 Winter SMTown – The Warmest Gift” album met het liedje "Last Christmas”. Het album kwam uit op 13 december.

### 2012: Sherlock, eerste Japanse en tweede Aziatische stadiontournee
SHINee maakte hun Koreaanse comeback anderhalf jaar na "Hello", met de aankondiging van hun vierde minialbum, "Sherlock". De downloadversie van het album was uitgekomen via verschillende online sites, zoals iTunes op 19 maart 2012. De fysieke versies van het album kwam uit op 21 maart. De dag erna kwam de muziek video voor ‘Sherlock’ uit op het YouTube kanaal van SM Entertainment.
Op 26 maart 2012 werd SHINee, met andere mensen onder SM entertainment, aandeelhouder van SM ent. Zij ontvingen 340 aandelen per persoon (met een waarde van ongeveer $13,600 voor elk teamlid).
De single ‘Sherlock’ kwam vervolgens ook uit in Japan, op 16 mei 2012. Ze begonnen tegelijkertijd hun eerste Japanse tournee met de titel "SHINee world 2012" op 25 april. De tournee bestond uit 20 concerten in Fukuoka, Sapporo, Nagoya, Osaka, Kobe, Tokyo en Hiroshima. Deze eerste concerttournee in Japan zette een record neer voor meeste concertgangers voor een Koreaanse groep, met een totaal van 200.000 concertgangers.
Op 20 mei 2012 deed SHINee mee aan de SMTown Live World Tour III in het Honda Center in Anaheim, Californië. SM Entertainment kondigde 14 juni hun tweede soloconcert aan, SHINee World II, dat zou starten op 21 juli in het Olympisch Stadion in Seoul.
SHINee bracht op 10 oktober een nieuwe Japanse single uit: "Dazzling Girl". Deze werd gebruikt na populariteit ook gebruikt ter promotie van de Japanse tv-serie "Sukkiri". Ter verdere promotie hield SHINee een Showcase in de Zepp Hallen van Fukuoka, Osaka, Tokyo, Nagoya en Sapporo.
Op 1 september 2012 kondigde SHINee de naam aan van hun Japanse fanclub: SHINee world J. Ter gelegenheid hiervan hielden ze een speciaal evenement, "SHINee world J Fanclub Event 2012" in Osaka en Makuhari op 20 en 24 december. SHINee bracht vervolgens hun eerste Japanse ballad uit, "100-nen, Zutto Soba ni ite.. (100 jaar, altijd aan jouw zijde)" als hun 6e single samen met hun live-dvd voor de SHINee World 2012 Tour.
Op 30 november 2012 won SHINee de "Best Dance Performance – Male group" voor 'Sherlock (Clue+Note)' op de Mnet Asian Music Awards, in Hong Kong.

## Leden
| Artiestennaam | Artiestennaam | Echte naam    | Echte naam    | Bijnaam                 | Positie                            | Geboortedatum     |
| Geromaniseerd | Hangul/Hanja  | Geromaniseerd | Hangul/Hanja  | Bijnaam                 | Positie                            | Geboortedatum     |
| ------------- | ------------- | ------------- | ------------- | ----------------------- | ---------------------------------- | ----------------- |
| Onew          | 온유/溫流     | Lee Jinki     | 이진기/李珍基 | Dubu Onew               | "Leader" en Lead singer            | 14 december 1989  |
| Key           | 키            | Kim Kibum     | 김기범/金基范 | Almighty Key            | Lead rapper, Vocalist, Lead dancer | 23 september 1991 |
| Minho         | 민호/珉豪     | Choi Minho    | 최민호/崔珉豪 | Flaming Charisma Minho  | Main Rapper, Visual                | 9 december 1991   |
| Taemin        | 태민/泰民     | Lee Taemin    | 이태민/李泰民 | Maknae (Jongste) Taemin | Main Dancer, Vocal                 | 18 juli 1993      |

## Voormalig lid
Jonghyun leed aan een hevige depressie. Op 18 december 2017 om 16:42 heeft Jonghyun voor het laatst contact gehad met zijn zus. Jonghyun had toen een zelfmoordbrief naar haar gestuurd. De zus heeft de politie per direct gealarmeerd en Jonghyun was bewusteloos in zijn appartement in Gangnam, Seoul, Zuid-Korea gevonden. Jonghyun werd daarna naar het ziekenhuis gebracht, maar overleed later in het ziekenhuis om 18:32. De officiële doodsoorzaak is koolstofmonoxide vergiftiging.
Op 21 december is hij gecremeerd, dit was een kleinschalige dienst.
| Artiestennaam        | Artiestennaam | Echte naam    | Echte naam    | Bijnaam              | Positie    | Geboortedatum |
| Geromaniseerd        | Hangul/Hanja  | Geromaniseerd | Hangul/Hanja  | Bijnaam              | Positie    | Geboortedatum |
| -------------------- | ------------- | ------------- | ------------- | -------------------- | ---------- | ------------- |
| Jonghyun (1990-2017) | 종현/鐘鉉     | Kim Jonghyun  | 김종현/金鐘鉉 | Bling Bling Jonghyun | Main Vocal | 8 april 1990  |

## Discografie
Japanse releases zijn cursief.
| Titel                                     | Promotiesingle(s)                                                                  | Jaar | Releasedatum | Noten |
| ----------------------------------------- | ---------------------------------------------------------------------------------- | ---- | ------------ | ----- |
| The SHINee World                          | 산소 같은 너 Sanso Gateun Neo (Love Like Oxygen)                                   | 2008 | 28 augustus  |       |
| Amigo                                     | 아.미.고 A.Mi.Go (Amigo)                                                           | 2008 | 29 oktober   | [ a ] |
| Lucifer                                   | Lucifer                                                                            | 2010 | 19 juli      |       |
| Hello                                     | Hello                                                                              | 2010 | 4 oktober    | [ b ] |
| THE FIRST                                 | Replay -君は僕のeverything- Replay (Kimi wa Boku no Everything), Lucifer, Juliette | 2011 | 2 december   | [ c ] |
| Dream Girl - The Misconceptions Of You    | Dream Girl                                                                         | 2013 | 19 februari  |       |
| Why So Serious - The Misconceptions Of Me | Why So Serious                                                                     | 2013 | 26 april     |       |
| Boys Meet U                               | Breaking News                                                                      | 2013 | 26 juni      |       |
| The Misconceptions Of Us                  |                                                                                    | 2013 | 8 augustus   | [ d ] |
| I'm Your Boy                              | Downtown Baby                                                                      | 2014 | 24 september |       |
| Odd                                       | View                                                                               | 2015 | 18 mei       |       |
| Married To The Music                      | Married To The Music                                                               | 2015 | 3 augustus   | [ e ] |
| DxDxD                                     | DxDxD                                                                              | 2016 | 1 januari    |       |
| 1 of 1                                    | 1 of 1                                                                             | 2016 | 5 oktober    |       |
| 1 and 1                                   | Tell Me What To Do                                                                 | 2016 | 15 november  | [ f ] |
| FIVE                                      | Get The Treasure                                                                   | 2017 | 27 januari   |       |
| The Story Of Light                        | Good Evening, I Want You, Our Page, Countless                                      | 2018 | 10 september |       |
| Don't Call Me                             | Don't Call Me                                                                      | 2021 | 22 februari  |       |
| Atlantis                                  | Atlantis                                                                           | 2021 | 12 april     | [ g ] |
| HARD                                      | HARD                                                                               | 2023 | 26 juni      |       |

1. ↑  Repackage van "The SHINee World".
2. ↑  Repackage van "Lucifer".
3. ↑  Het eerste Japanse album van SHINee. De drie promotiesingles zijn Japanse versies van hun eerdere Koreaanse releases "Replay", "Lucifer" en "Juliette".
4. ↑  Compilatie "The Misconceptions Of You" en "The Misconceptions Of Me".
5. ↑  Repackage van "Odd".
6. ↑  Repackage van "1 of 1".
7. ↑  Repackage van "Don't Call Me".

| Titel            | Promotiesingle(s)                           | Jaar | Releasedatum |
| ---------------- | ------------------------------------------- | ---- | ------------ |
| Replay           | 누난 너무 예뻐 Noonan Neomu Yeppeo (Replay) | 2008 | 22 mei       |
| ROMEO            | Juliette                                    | 2009 | 18 mei       |
| 2009, Year Of Us | Ring Ding Dong                              | 2009 | 19 oktober   |
| Sherlock         | Sherlock                                    | 2012 | 21 mei       |
| Everybody        | Everybody                                   | 2013 | 14 oktober   |
| SUPERSTAR        | SUPERSTAR                                   | 2021 | 28 juli      |